# حماسه تانیای شیطانی
حماسه یا سرگذشت‌نامه تانیای شیطانی (به انگلیسی: The Saga of Tanya the Evil) که در ژاپن تحت عنوان یُوجُو سِنکی (幼女戦記 Yōjo Senki, ت.ت. «سرگذشت‌نامه نظامی دختری کوچک») شناخته می‌شود، یک مجموعه لایت ناول ژاپنی به قلم کارلو زِن و طراحی شینوبو شینوتسوکی است. این مجموعه از سال ۲۰۱۲ به صورت آنلاین در وبگاه انتشارات رمان آرکادیا بخش تولیدی توسط کاربران شروع به انتشار کرد. سپس اینتربرین وظیفه نشر این مجموعه را به عهده گرفت و از آن زمان تا کنون و آغاز چاپ سری در ۳۱ اکتبر ۲۰۱۳، دوازده جلد منتشر شده‌است. بر پایه این رمان یک مجموعه مانگا توسط کادوکاوا شوتن دستمایه اقتباس قرار گرفت که از آوریل ۲۰۱۶ در مجلهٔ کامپ ایس به چاپ می‌رسد.
یک مجموعه تلویزیونی انیمه ۱۲ قسمتی نیز بر پایه نسخه لایت نوول و به کارگردانی یوتاکا اوئه‌مورا توسط استودیو ناتو دستمایه اقتباس قرار گرفت که از ژانویه تا مارس ۲۰۱۷، از چندین شبکه پخش شد. یک فیلم سینمایی نیز که رخدادهای آن پس از مجموعه انیمه روایت می‌شود در تاریخ ۸ فوریه ۲۰۱۹، در کشور ژاپن به نمایش درآمد.

## داستان
یک سالاریمن خداناباور و گمنام ژاپنی، زمانی که توسط شخص زیردست ناراضی که به دلیل عملکرد ضعیف در کار توسط او اخراج شده بود به قتل رسید، با موجودیتی خود عادل مواجه می‌شود که از آن تحت عنوان «ماهیت مجهول» یاد می‌کند. در نظر آن مرد ماهیتی که همه آن را تحت نام «خدا» می‌شناسند، قبل از مرگ زمان را متوقف کرده و در کالبد آدم‌های اطراف او (و بعدها اشیاء) ظاهر شده بود. او وجود خدا را نه از دیدگاه عقلانی و نه از لحاظ واقع‌گرایی قبول نداشت و از دید او خدا و شیطان تنها در عالم غیر عقلانی و فراتر از شناخت ما از این جهان وجود دارند. این موجودیت آن مرد را به دلیل عدم باور به اینکه «ماهیت مجهول» خداست محکوم می‌کند؛ بنابراین او محکوم به تناسخ در جهانی مشابه با جنگ جهانی اول اروپا، و ترکیبی از جنبه‌های اولیه جنگ جهانی دوم و سحر و جادو شد، که در آن امپراتوری توسط نبردهای بی‌شمار با تمامی کشورهای مجاورش از هم پاشیده بود.
بر طبق تقویم واحد در سال ۱۹۲۶، این سالاریمن در وجود یک دختر یتیم به نام تانیا فون دگوره‌چاف، حیات دوباره یافت. او موهایی طلایی، چشمانی آبی، پوستی رنگ پریده، و تقریباً نیمه شفاف داشت. بر طبق «ماهیت اِکس»، اگر تانیا بر اثر مرگ طبیعی جان خود را از دست ندهد یا به او ایمان نیاورد، روحش چرخه تناسخ را ترک خواهد کرد و به خاطر گناهان بی‌شماری که تانیا در زندگی قبلی خود مرتکب شده‌است، به دوزخ روانه می‌شود. تانیا در جستجوی رهایی تصمیم می‌گیرد وارد بخش جادوگری ارتش امپراتوری شود و در جنگ شرکت کند، به امید آنکه بتواند به اندازه کافی و هرچه سریعتر درجه نظامی خود را بالا برد تا از میدان جنگ به دور بماند و از این طریق از کشته شدن خود اجتناب کند. در این جهان افراد خاصی با قدرت‌های جادویی وجود دارند. تانیا یک ساحره با قدرت‌های جادویی است که او را قادر به پرواز و شلیک گلوله‌های منفجر شونده از اسلحه می‌نمود.

## شخصیت‌ها

### امپراتوری
- تانیا فون دگوره‌چاف (به ژاپنی: ターニャ・フォン・デグレチャフ Tānya fon Degurechafu)

صداپیشه: آئویی یوکی (ژاپنی)؛ و مونیکا ریال (انگلیسی)

تانیا دختری جوان با چشمانی آبی است که به عنوان نسخه تناسخ یافته یک سالاریمن ژاپنی سنگدل، خداناباور و داروینیسم اجتماعی محسوب می‌شود. او یک ساحره با قدرت‌های جادویی و توانایی پرواز است. در مقایسه با دیگران، تانیا دارای توانایی جادویی بالقوه بالایی است و به دلیل دخالت «ماهیت مجهول»، تنها فردی به‌شمار می‌رود که قادر به استفاده از وسیله آزمایشی نوع-۹۵ عملیات اورب است. سرگرد تانیا دگوره‌چاف رهبری ارتش زبده امپراتوری گروه ۲۰۳ هوایی جادوگران را علیه ارتش بازماندگان جمهوری‌خواه در قاره جنوبی به عهده داشت. تانیا بسیار مشابه با زندگی قبلی خود، به شدت بی‌رحم بود و به هیچ وجه تحمل شکست در مقابل دیگران را نداشت، و در به کار گرفتن افراد از روش‌های آموزشی و مجازات شدیدی استفاده می‌کرد. پس از فارغ‌التحصیل شدن از کالج جنگ به عنوان یکی از دوازده شوالیه، به او لقب فون اعطا گردید.
- ویکتوریا ایوانوونا سربریاکوف (ویشا) (به ژاپنی: ヴィクトーリヤ・イヴァーノヴナ・セレブリャコーフ (ヴィーシャ) Vīkutōriya Ivuānovuna Sereburyakōfu (Vīsha))

صداپیشه: سائوری هایامی (ژاپنی)؛ و جینی تیرادو (انگلیسی)

ویکتوریا ستوان دوم ارتش امپراتوری است که زیر دست تانیا دگوره‌چاف خدمت می‌کند و بعدها تبدیل به آجودان او می‌شود. ویکتوریا متفاوت از شخصیت‌های دیگر امپراتوری و یک پناهجو از انقلاب اتحاد جماهیر شوروی است و خانوادهٔ وی در اصل از اعضای نخبه‌سالارهای روس بودند. ویکتوریا به سبب اینکه در طی نبرد راین در کنار تانیا خدمت کرده بود، با شخصیت واقعی‌اش آشناتر بود و در عین اینکه از تانیا هراس داشت، به او احترام نیز می‌گذاشت. ویکتوریا در نتیجه شناخت تانیا، در مقایسه با سربازان دیگر بیشتر با تانیا کنار می‌آمد. با این حال، با وجود شناخت شخصیت ثانوی تانیا، به نظر می‌رسد ویکتوریا معتقد است او نسبت به افراد زیر دست خود ارزش بسیاری قائل است و رفتار سخت و ناخوشایند او با آن‌ها، در نهایت بقای آن‌ها را تضمین خواهد کرد.
- اریش فون رِروگن (به ژاپنی: エーリッヒ・フォン・レルゲン Ērihhi fon Rerugen)

او سرهنگ دوم ارتش امپراتوری است و تانیا را از زمانی که به ارتش پیوست می‌شناسد. او سیرت حقیقی تانیا را در طول زمان انجام آموزش دیده بود و از دیدگاه او، تانیا هیولایی در ظاهر یک دختر بچه کوچک است.
- کورت فن رودرسدورف (به ژاپنی: クルト・フォン・ルーデルドルフ Kuruto fon Rūderudorufu)

معاون رئیس عملیات در دفتر مرکزی کارکنان امپراتوری.
- هانس فون زتور (به ژاپنی: ハンス・フォン・ゼートゥーア Hansu fon Zētūa)

او نایب رئیس لجستیک در دفتر مرکزی کارکنان امپراتوری است.